# سویرتسه (مدوجا)
سویرتسه (به صربی: Svirce) یک منطقهٔ مسکونی در صربستان است که در مدوجا واقع شده‌است. سویرتسه ۲۱٫۹ کیلومتر مربع مساحت و ۵۰۱ نفر جمعیت دارد و ۱٬۰۰۱ متر بالاتر از سطح دریا واقع شده‌است.